# Utricularia viscosa
Utricularia viscosa är en tätörtsväxtart som beskrevs av Richard Spruce och Oliver. Utricularia viscosa ingår i släktet bläddror, och familjen tätörtsväxter. Inga underarter finns listade i Catalogue of Life.